# Kočani

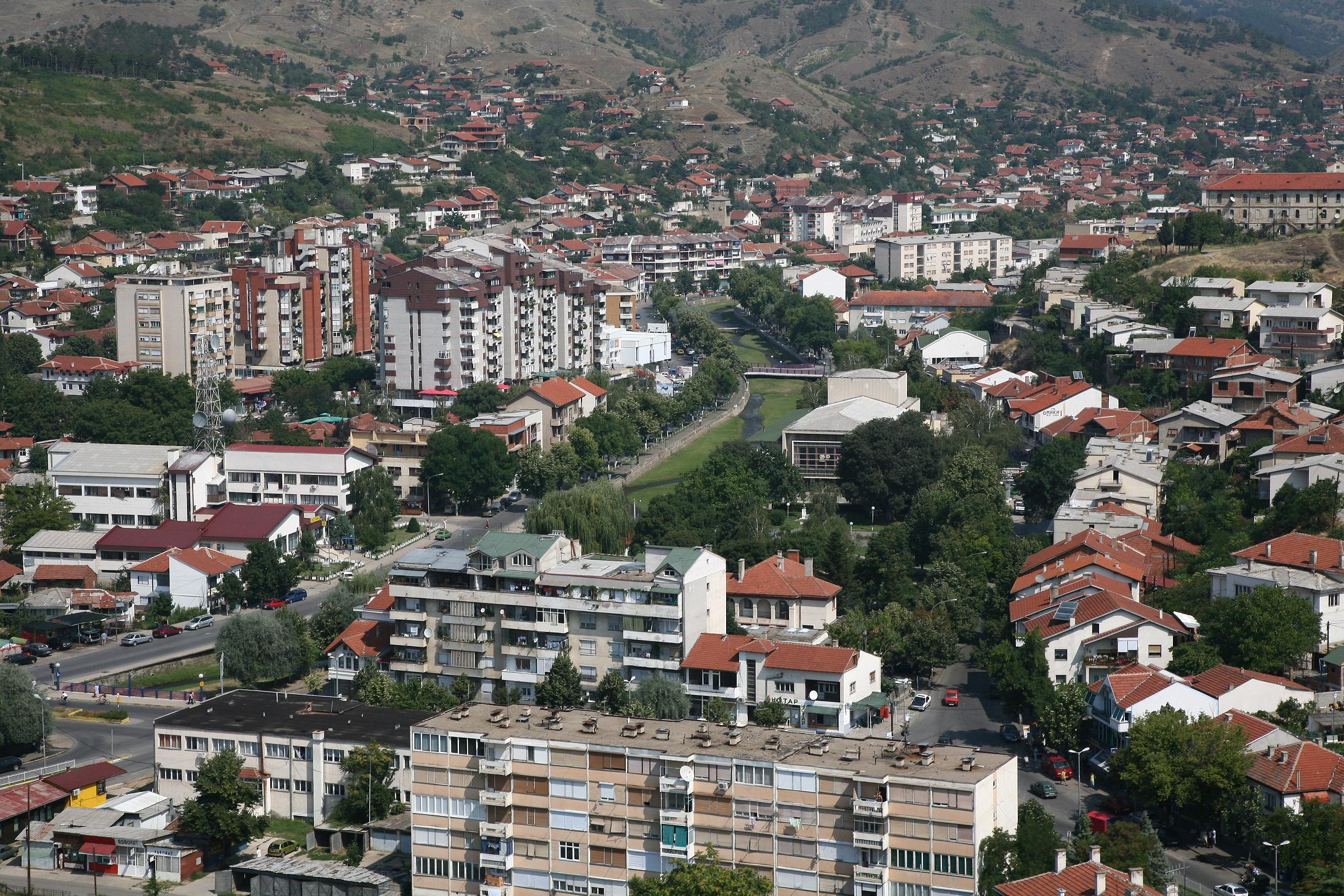
Stad Kotsjani

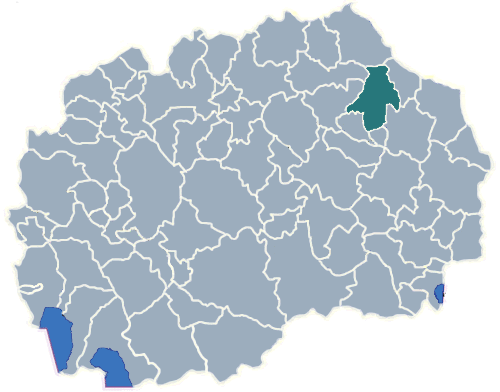
Locatie van gemeente Kotsjani waarin de stad ligt

Kotsjani (Macedonisch: Кочани) is een stad in het oosten van Noord-Macedonië, hemelsbreed ongeveer 80 kilometer van Skopje, gelegen in het oostelijke deel van het land, met een bevolking van 24.632 in 2021.

## Etnische structuur
- Macedoniërs: 82,12%
- Roma: 7,68%
- Turken: 0,56%
- Vlachen: 0,68%
- Serviërs: 0,14%
- Overige: 8,82%

## Kerkelijke gezindte
- Macedonisch-Orthodox: 96%
- Moslim: 3%
- Katholiek: 0,3%
- Overig: 0,7%